# تی‌تی عقاب
تی‌تی عقاب یک ستاره است که در صورت فلکی عقاب قرار دارد.